# Le Livre d'or de la science-fiction : J. G. Ballard
Le Livre d'or de la science-fiction : J. G. Ballard est une anthologie de quatorze nouvelles de science-fiction consacrée à l'œuvre de J. G. Ballard, publiée en mars 1980 en France. Rassemblées par Robert Louit, les nouvelles sont parues entre 1956 (Perte de temps ) et 1968 (Amour et napalm : export U.S.A.).

## Publication
L'anthologie fait partie de la série francophone Le Livre d'or de la science-fiction, consacrée à de nombreux écrivains célèbres ayant écrit des œuvres de science-fiction. Elle ne correspond pas à un recueil déjà paru aux États-Unis ; il s'agit d'un recueil inédit de nouvelles, édité pour le public francophone, et en particulier les lecteurs français.
L'anthologie a été publiée en mars 1980 aux éditions Presses Pocket, collection Science-fiction no 5074  (ISBN 2-266-00866-8), et a été rééditée en 1988 dans la collection Le Grand Temple de la S-F avec pour titre Les Statues chantantes  (ISBN 2-266-02213-X)
L'image de couverture a été réalisée par Marcel Laverdet.
Les nouvelles sont réparties dans trois parties :
- Oppressions subtiles ;
- Plis du temps ;
- Zones sinistrées.

## Liste des nouvelles
- L'Homme subliminal (The Subliminal Man, 1963)
- L'Homme saturé (The Overloaded Man, 1961)
- Treize pour le Centaure (Thirteen to Centaurus, 1962)
- Chronopolis (Chronopolis, 1960)
- Fin de partie (End-Game, 1963)
- Demain, dans un million d'années (Tomorrow Is a Million Years, 1966)
- Le Jour de toujours (The Day of Forever, 1966)
- Un assassin très comme il faut (The Gentle Assassin, 1961)
- Le Vinci disparu (The Lost Leonardo, 1964)
- Perte de temps (Escapement, 1956)
- Le Géant noyé (The Drowned Giant / Souvenir, 1964)
- La Cage de sable (The Cage of Sand, 1962)
- Les Statues qui chantent (The Singing Statues, 1962)
- Amour et napalm : export U.S.A. (Love and Napalm: Export U.S.A, 1968)

## Préface
- Le Chirurgien de l'Apocalypse, préface de Robert Louis, pages 7 à 40.